# El Aguajito, Guerrero
El Aguajito är en ort i Mexiko.   Den ligger i kommunen Chilpancingo de los Bravo och delstaten Guerrero, i den södra delen av landet, 220 km söder om huvudstaden Mexico City. El Aguajito ligger 1 744 meter över havet och antalet invånare är 192.
Terrängen runt El Aguajito är kuperad åt sydväst, men åt nordost är den bergig. Runt El Aguajito är det ganska tätbefolkat, med 120 invånare per kvadratkilometer. Närmaste större samhälle är Chichihualco, 18,5 km norr om El Aguajito. I omgivningarna runt El Aguajito växer huvudsakligen savannskog.